# Auguste Delâtre

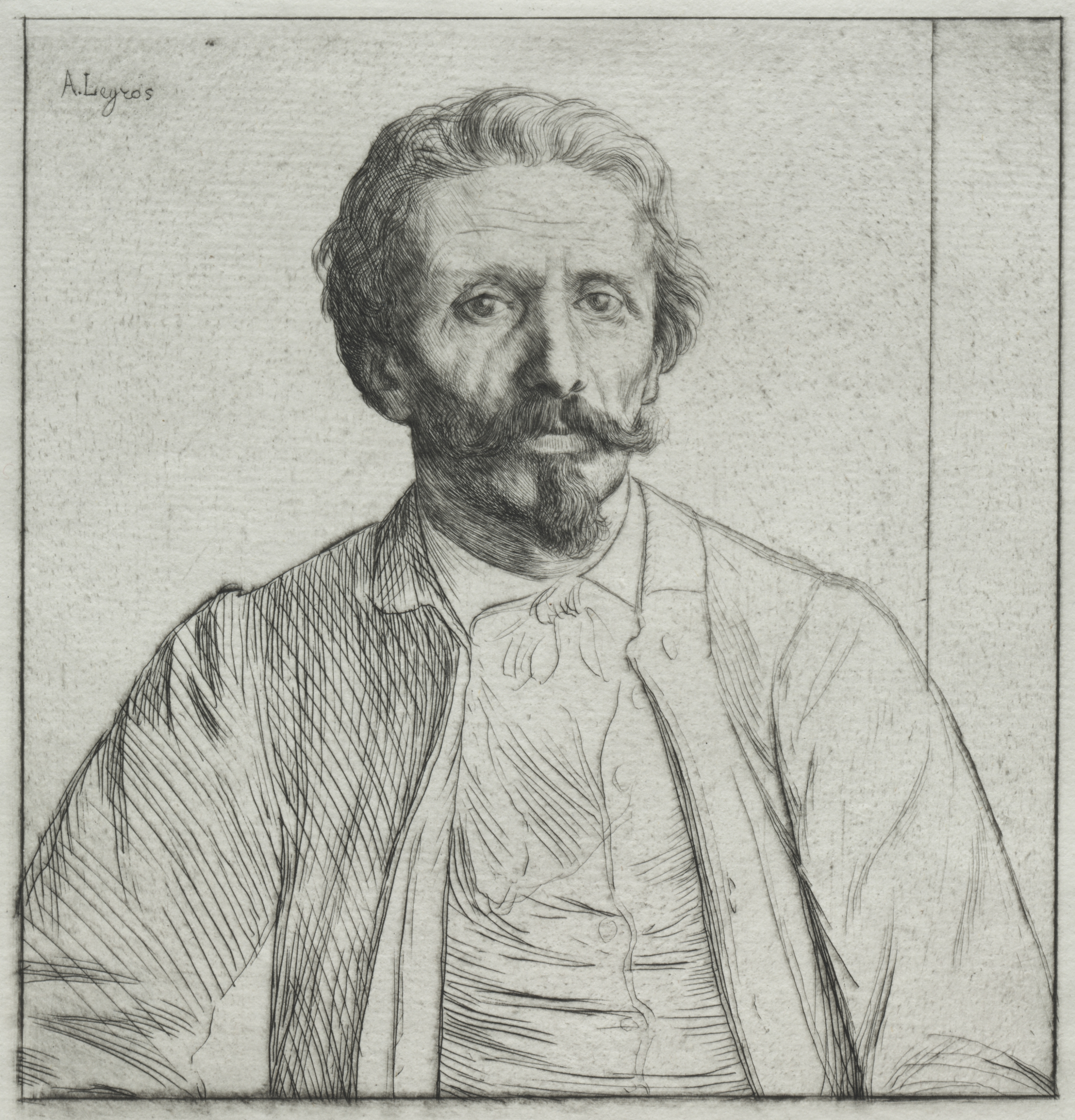
Alphonse Legros: Porträt von Auguste Delâtre. Cleveland Museum of Art

Auguste Delâtre (* 21. Juli 1822 in Paris; † 25. Juli 1907 ebenda) war ein französischer Kupferstecher, Illustrator und Kunstdrucker.

## Leben
Auguste Delâtre wurde als Sohn eines Druckereiangestellten geboren. Im Alter von 12 Jahren begann er eine Lehre in der Druckerei seines Vaters. Im Jahr 1843 stellte ihn der Kupferstecher Charles Emile Jacque für den Druck seiner Radierungen ein, die sich großer Nachfrage erfreuten. Jacque unterrichtete Auguste Delâtre in der Kunst der Radierung. Eine seiner ersten Arbeiten entstand Anfang 1845 für L'Artiste.

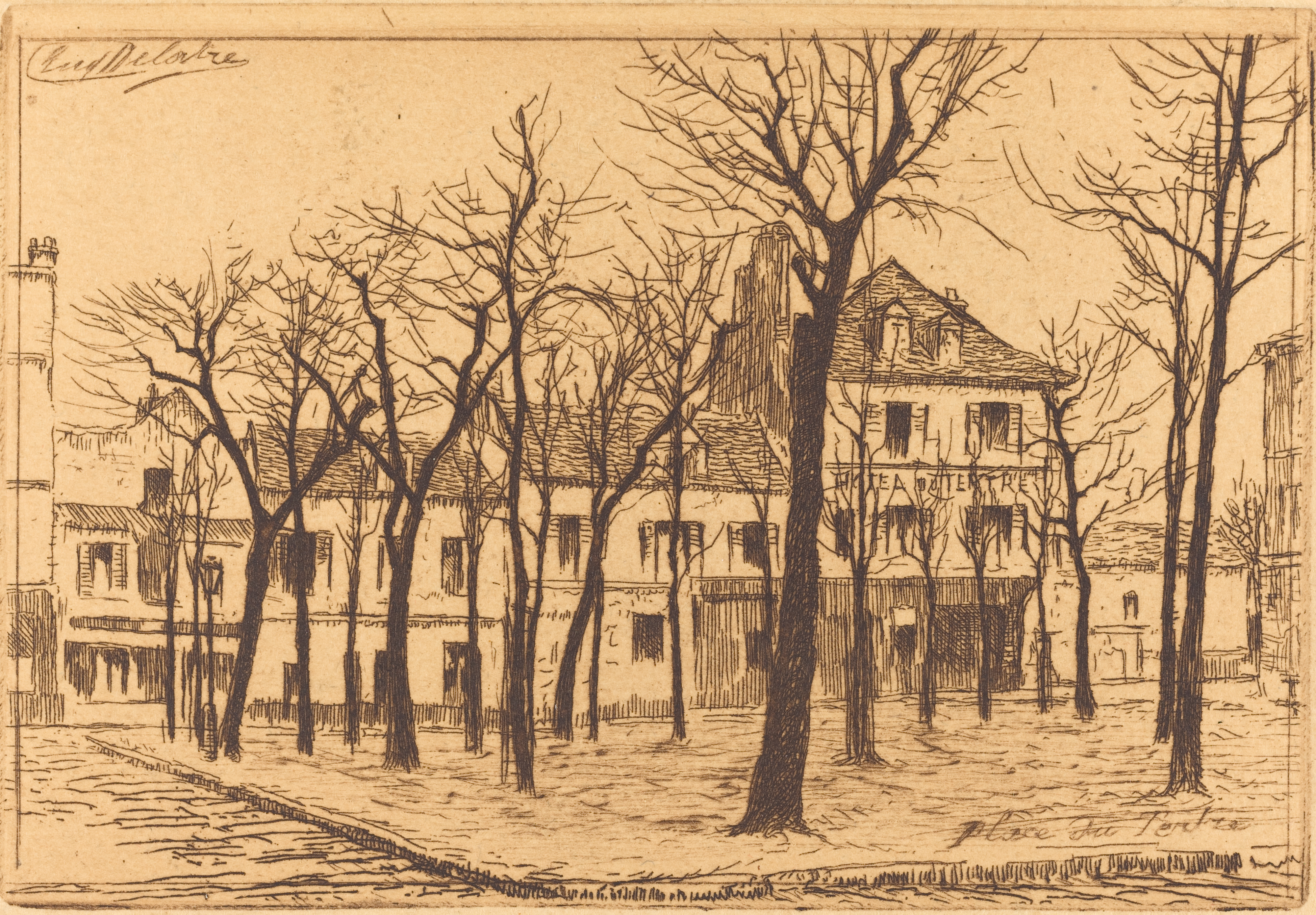
Auguste Delâtre: Place du Tertre, Paris

1848 schlug Charles Emile Jacque, der zu diesem Zeitpunkt die Radierung aufgegeben hatte, Auguste Delâtre vor, sich selbständig zu machen, und bot ihm an, seine beiden Kupferstichpressen und seinen Kundenstamm zu kaufen. Dieser Verkauf markierte den Beginn der Druckerei Delâtre, die sich zunächst in der Rue Saint-Jacques, dem historischen Viertel der Pariser Kupferstecher, Verleger und Steindrucker, niederließ. Zu Beginn seiner Tätigkeit druckte Delâtre Radierungen der Maler der „École moderne“: Camille Corot, Eugène Delacroix, Jean-François Millet, Charles François Daubigny, Charles Meryon. Auguste Delâtre entwickelte innovative Drucktechniken für die Druckplatten (Variation der Druckfarben, Studium des Farbdrucks, Wischen der Matrizen) und wurde zum bevorzugten Drucker der impressionistischen Maler und Radierer, die sein Know-how zu schätzen wussten.

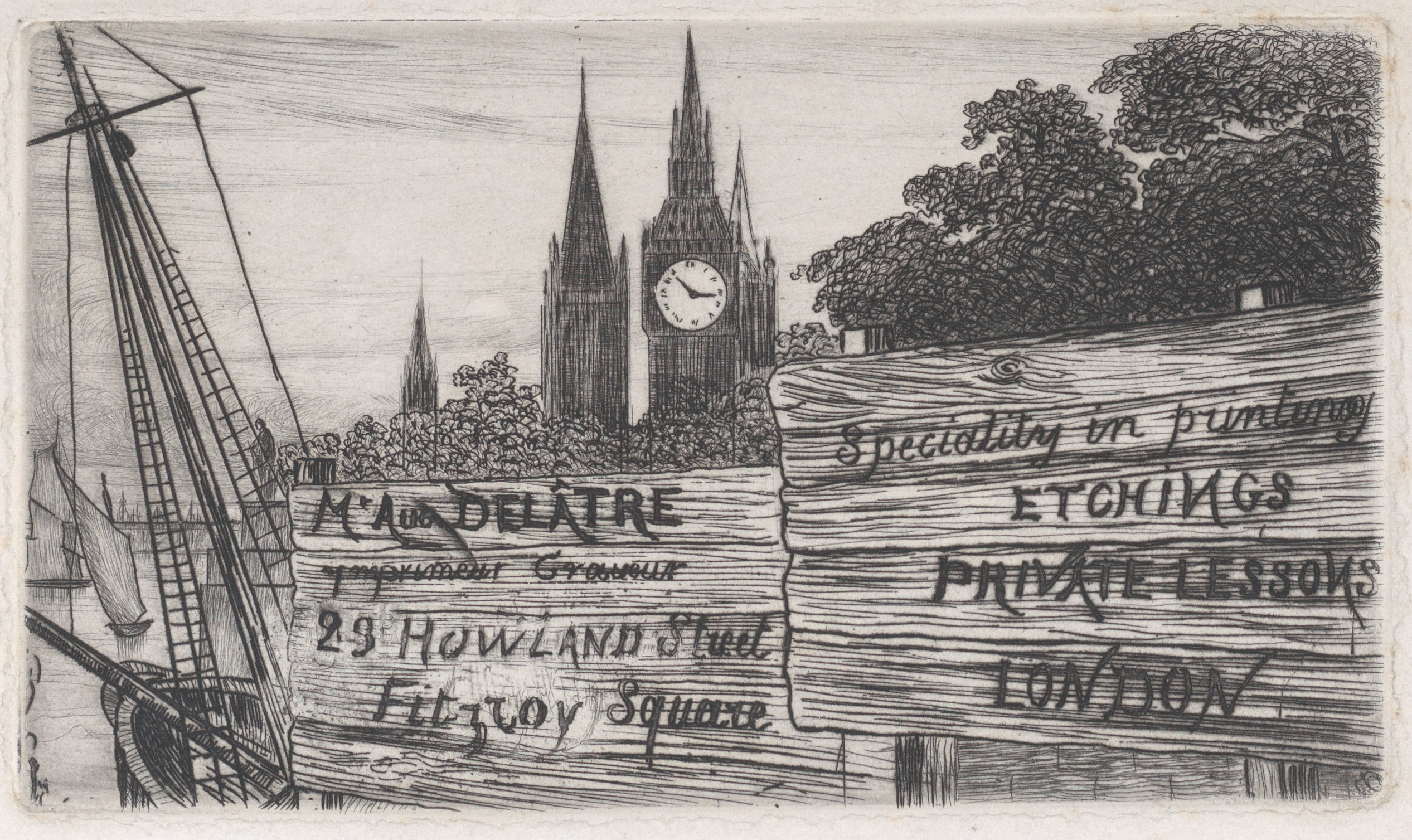
Visitenkarte von Auguste Delâtre, Verleger und Grafiker in London

Nach der Pariser Kommune floh Auguste Delâtre nach London, wo sich die Familie von 1871 bis 1876 niederließ. Er profitierte von dem Netzwerk von James Abbott McNeill Whistler, mit dem er seit langem verbunden war und der ihn 1858 porträtiert hatte. Nachdem Auguste Delâtre auch in London als Drucker gearbeitet hatte, setzte er seine Tätigkeit nach seiner Rückkehr in Paris fort.
In den 1890er Jahren übernahm sein Sohn Eugène Delâtre, der bis dahin der wichtigste Assistent der Druckerei gewesen war, nach und nach das Familienunternehmen, doch Auguste arbeitete noch bis zu seinem Tod im Jahr 1907 in der Druckerei mit.

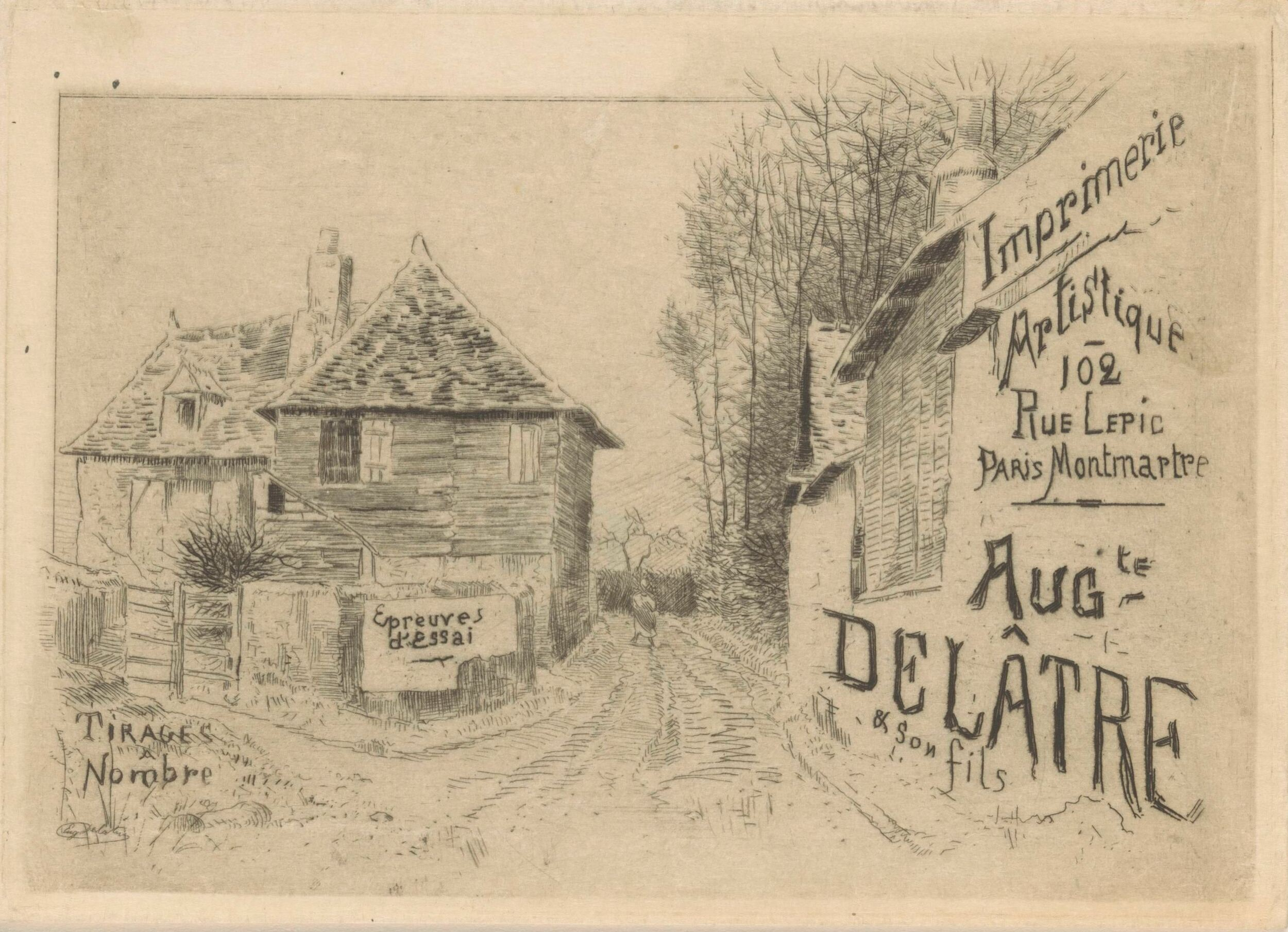
Visitenkarte der Druckerei Auguste Delâtre und Sohn in Paris

Auguste Delâtre starb am 25. Juli 1907 im 18. Pariser Arrondissement. Sein Geschäft wurde von seinem Sohn Eugène und später von Pauline Delâtre-Remongin, der Tochter von Eugène, sowie von Camille Quesneville, seinem Enkel, weitergeführt.

## Werk
Das druckgrafische Werk von Auguste Delâtre umfasst etwa 100 Originalgrafiken. In seiner Jugend schuf er kleinformatige Landschaften unter dem Einfluss von Charles Emile Jacque, der ihn zum Radierer ausbildete. In dieser Zeit lieferte er Illustrationen für die Zeitschrift L’Artiste. Nachdem er zu einem der wichtigsten Kunstdrucker in Paris geworden war, verfolgte er ein eigenes druckgrafisches Werk, in dem er mit dem Farbdruck experimentierte. In den 1880er Jahren schuf er Monotypien.

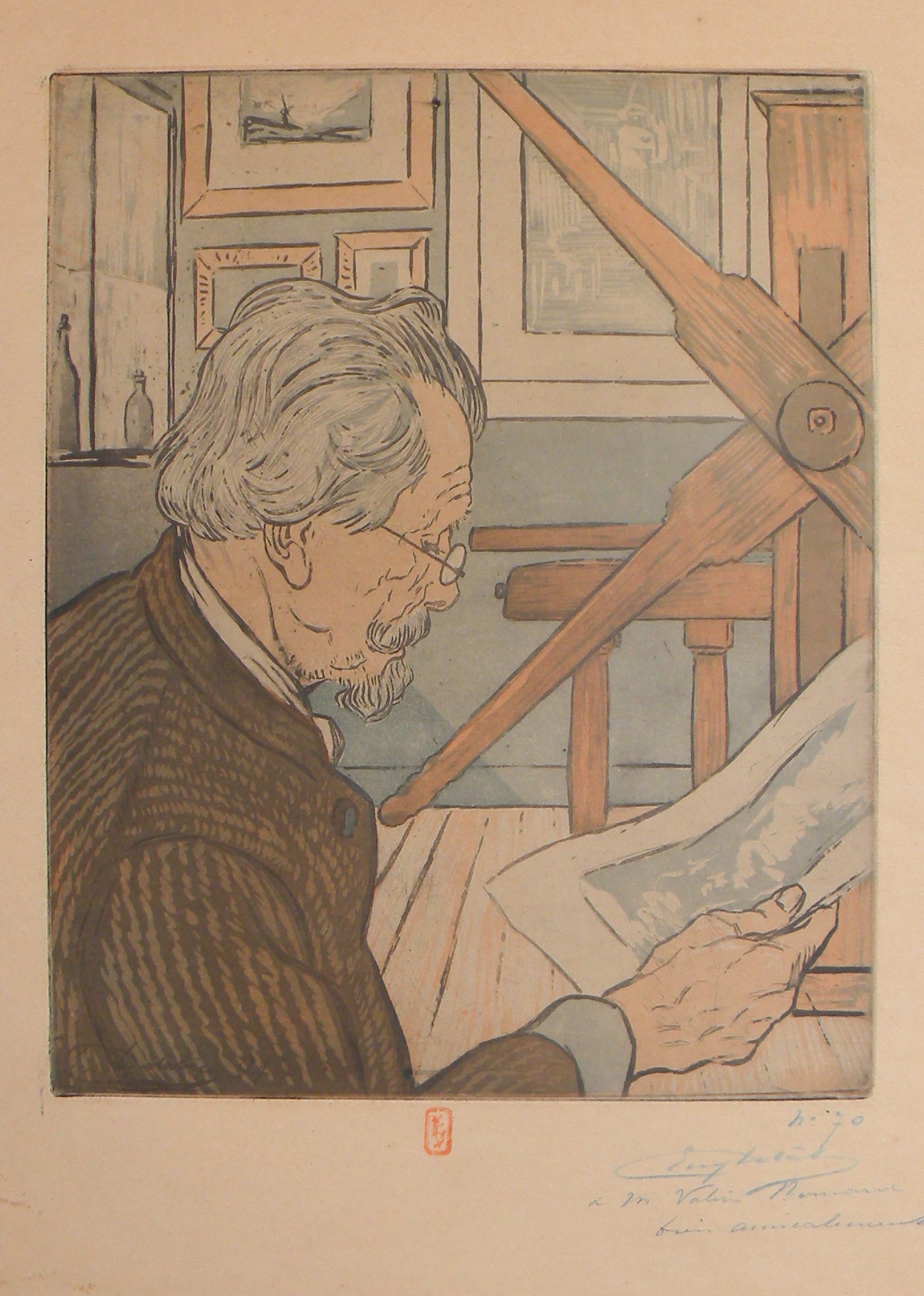
Eugène Delâtre: Porträt seines Vaters Auguste, 1894. Farbradierung und Aquatinta

Auguste Delâtre setzte sich mit seinen Aktivitäten stark für die Förderung der Originalgravur ein. Seine Druckerei wurde zu einem Zentrum der künstlerischen Druckgrafik. Über seine Rolle als Drucker hinaus begleitete er zahlreiche Künstler bei der Entdeckung der Tiefdrucktechnik und gab ihnen Ratschläge und Privatunterricht. Im Jahr 1887 veröffentlichte er eine technische Abhandlung mit dem Titel Eau-forte, Ponte sèche et Vernis Mou, an der auch sein Freund Félicien Rops mitwirkte. Sein Engagement für die Originalradierung zeigt sich auch in der Gründung der Société des aquafortistes im Jahr 1862, zu deren Gründern er zusammen mit dem Drucker Alfred Cadart gehört. Zwischen 1873 und 1876 druckten Cadart und Delâtre die Radierungen für die von Richard Lesclide gegründete Zeitschrift Paris à l'eau-forte.